# 内藤政脩
内藤 政脩（ないとう まさのぶ）は、日向国延岡藩の第3代藩主。延岡藩内藤家宗家8代。

## 生涯
宝暦2年（1752年）10月25日、尾張名古屋藩主・徳川宗勝の14男として名古屋で生まれる。幼名は徳十郎、元服時に、次兄で尾張藩主を継いだ徳川宗睦より偏諱を与えられて松平睦精（ちかきよ/よしきよ）と名乗る。明和7年（1770年）に延岡藩の第2代藩主内藤政陽の養子となり、内藤政脩に改名した。10月29日に政陽が隠居すると家督を継いだ。
天明の大飢饉による大被害で農村は荒廃した。このため、藩財政がさらに悪化したため、御用金・献上金などで急場をしのいだ。安永2年（1773年）からは新田開発を行ない、倹約令を出し、文武を奨励し、風紀粛清のために「延岡若蓮中議覚書」を出しているが、いずれもほとんど効果はなかった。寛政2年（1790年）8月20日、養子の政韶（養父・政陽の長男）に家督を譲って隠居する。
文化2年（1805年）7月24日、延岡で死去した。享年54。

## 系譜
父母
- 徳川宗勝（実父）
- 寺島氏 ー 側室（実母）
- 内藤政陽（養父）

正室
- 内藤政陽の娘

子女
- 内藤政和[1]（長男）

養子
- 内藤政韶 ー 内藤政陽の長男